# Сотниково (Бурятія)
Сотниково (рос. Сотниково) — село Іволгинського району, Бурятії Росії. Входить до складу Сільського поселення Сотниківське.
Населення — 6274 особи (2015 рік).